# کاروانسرای چهار سوق
کاروانسرای چهار سوق مربوط به اوایل دوره قاجار است و در کرمان، بازار بزرگ، چهار سوق بزرگ واقع شده و این اثر در تاریخ ۲۵ اردیبهشت ۱۳۸۰ با شمارهٔ ثبت ۳۸۶۴ به‌عنوان یکی از آثار ملی ایران به ثبت رسیده است.
این کاروانسرا دو طبقه بوده و دارای دو در ورودی می باشد یک در از داخل بازار میدان قلعه و دیگری از بازار سراجی (بازار ارگ). در بخش ورودی از سمت بازار میدان قلعه دو راسته بازار کوچک داخل کاروانسرا وجود دارد.